# 派恩芒廷 (喬治亞州哈里斯縣)
派恩芒廷（英語：Pine Mountain）是一個位於美國喬治亞州哈里斯縣和梅里韋瑟縣的城鎮。

## 地理
派恩芒廷的座標為32°51′53″N 84°51′14″W / 32.86472°N 84.85389°W，而該地的平均海拔高度為281米（即922英尺）。

## 人口
根據2010年美國人口普查的數據，派恩芒廷的面積為7.74平方千米，當中陸地面積為7.47平方千米，而水域面積為0.27平方千米。當地共有人口1304人，而人口密度為每平方千米168人。